# Il carniere
Pour plus de détails, voir Fiche technique et Distribution.
Il carniere (littéralement « la gibecière ») est un film italien réalisé par Maurizio Zaccaro, sorti en 1997.

## Synopsis
Lors de l'été 1991, trois italiens rejoignent une réserve de chasse en Croatie alors que la guerre d'indépendance commence.

## Fiche technique
- Titre : Il carniere
- Réalisation : Maurizio Zaccaro
- Scénario : Marco Bechis, Umberto Contarello, Lara Fremder, Gigi Riva, Luigi Riva et Maurizio Zaccaro
- Musique : Pino Donaggio
- Photographie : Blasco Giurato
- Montage : Amedeo Salfa
- Production : Giovanni Di Clemente
- Société de production : Clemi Cinematografica et Rai
- Société de distribution :
- Pays :  Italie
- Genre : Drame et guerre
- Durée : 94 minutes
- Dates de sortie : 
  - Italie : 14 mars 1997

## Distribution
- Massimo Ghini : Renzo
- Antonio Catania : Paolo
- Paraskeva Djukelova : Rada
- Roberto Zibetti : Roberto
- Yavor Milushev : Milan
- Leo Gullotta : Carlo Gabbiadini
- Fabio Sartor : Carotti

## Distinctions
- Lors de la 42e cérémonie des David di Donatello, le film reçoit cinq nominations et remporte le David di Donatello du meilleur acteur dans un second rôle pour Leo Gullotta[1].
- 1997 : prix Sergio-Leone au Festival du film italien d'Annecy.